# صحيفة اللواء
صحيفة اللواء هي صحيفة عربية وطنية صدرت في القاهرة، بمصر، في الفترة 1900-1912. كانت أول صحيفة ذات انتشار واسع في البلاد. تأسست الصحيفة على يد مصطفى كامل باشا. منذ تأسيسها في عام 1900 وحتى وفاة مؤسسها في عام 1908، اتخذت اللواء موقفًا سياسيًّا وطنيًّا. وفي الفترة ما بين عامي 1907 و1910 كانت الصحيفة الرسمية للحزب الوطني الذي أنشأه أيضًا مصطفى كامل باشا. وقد اتخذت الصحيفة موقفا سياسيا إسلاميًّا موحدًا في الفترة من 1908 إلى 1910. لم تكن صحيفة اللواء تابعًا للحزب الوطني منذ عام 1910 حتى آب 1912 عندما أُغلقَت.

## التاريخ والملف الشخصي
أسَّس مصطفى كامل باشا جريدة اللواء في عام 1900 عندما أغلق البريطانيون جريدة المؤيد التي كان ينشر فيها مقالاته. صدر العدد الأول في 2 كانون الثاني من ذلك العام. وكانت الصحيفة تحتوي على ملحق نصف شهري بعنوان مجلة اللواء. أصبحت صحيفة اللواء مشهورة بين الشباب وواحدة من أكثر الصحف قراءة في البلاد. كان لها أكبر عدد من القراء بلغ 14000 في الفترة 1900-1908.
تضمنت مقالات مصطفى كامل المنشورة في الصحيفة في معظمها دعوته لمقاومة الوجود البريطاني في مصر. وفي عام 1906 انتقدت الصحيفة بشدة تعيين سعد زغلول وزيرًا للتعليم بسبب ميوله الموالية للبريطانيين. في آذار 1907 أُطلقَت النسختين الفرنسية والإنجليزية من مجلة اللواء، وهما L'Etendard Egyptian وThe Standard Egyptian على التوالي. موَّل الخديوي عباس حلمي جميع هذه المنشورات. في عام 1908 كان أحد المساهمين في هذه الورقة هو سلامة موسى.
أسس كامل حزبًا سياسيًا، وهو الحزب الوطني (المعروف في الغالب باسم الحزب الوطني أو الحزب الوطني)، في الإسكندرية في 22 تشرين الأول 1907، وأصبحت صحيفة اللواء هي الصحيفة الرسمية له. وبعد وفاة مصطفى كامل في 10 شباط 1908 تولى محمد فريد قيادة الحزب وأعاد تشكيل النهج الأيديولوجي للصحيفة. قام فريد بطرد محمود عزت الذي كان مديرًا تنفيذيًّا للواء والذي كان قريبًا من علي فهمي كامل شقيق مصطفى كامل. بالإضافة إلى ذلك، عيّن فريد رئيس تحرير جديد للصحيفة، عبد العزيز الجاويش، الذي كان شخصية دينية محافظة. في عام 1909 توقفت الطبعات الفرنسية والإنجليزية من مجلة اللواء عن الصدور.
نشر جاويش مقالات في الصحيفة، منتقدًا الخديوي ورئيس وزرائه بطرس غالي. كان يؤيد الآراء المحافظة المتطرفة مما أدى إلى اعتقاله وسجنه في عام 1909. ومع ذلك، فإن كتابات جاويش أحدثت عواقب أكثر أهمية لكل من المسلمين والأقباط حيث اُغتيل رئيس الوزراء بطرس غالي على يد إبراهيم الورداني في 21 شباط 1910. وكان الورداني قريبًا من الحزب الوطني. وطالبت السلطات البريطانية الصحيفة بتغيير موقفها التحريري، لكن فريد رفض طلبهم. وبدلًا من ذلك، أعلن أن اللواء لم يعد تابعًا للحزب الوطني. أنشأ فريد وأعضاء آخرون في الحزب صحيفة أخرى، وهي صحيفة العالم، والتي أصبحت الناطق الرسمي للحزب الوطني. صدر العدد الأخير من جريدة اللواء في 31 آب 1912.